# Triage des Gravanches
Le triage des Gravanches est une gare de triage française de la ligne de Saint-Germain-des-Fossés à Nîmes-Courbessac, située principalement sur le territoire de la commune de Gerzat et également sur celle de Clermont-Ferrand dans le département du Puy-de-Dôme.
Mis en service en 1929 par la Compagnie des chemins de fer de Paris à Lyon et à la Méditerranée (PLM), il est exploité par la Société nationale des chemins de fer français (SNCF).

## Situation ferroviaire
La gare de triage des Gravanches est située entre les points kilométriques (PK) 412,132 et 414,669 de la ligne de Saint-Germain-des-Fossés à Nîmes-Courbessac, entre les gares de Gerzat et de Clermont-Ferrand.

## Histoire
La gare de triage dite « gare basse » est mise en service en 1882 au Nord de la gare de Clermont-Ferrand. Elle comporte 11 voies établies en cul-de-sac, permettant de trier un train par heure. Au début des années 1920, ce triage arrive à saturation : plus de 24 trains arrivent chaque jour pour être triés et expédiés sur les différentes lignes de l'étoile de Clermont-Ferrand et assurer la desserte locale. Son extension étant impossible en raison de l'urbanisation grandissante, le PLM propose en 1924 de construire un nouveau triage entre l'arsenal militaire des Gravanches et la gare de Gerzat.
L'acquisition des terrains, alors situés en rase campagne, ne pose pas de problèmes particuliers. Les travaux sont rapidement menés et ne présentent pas de difficultés, les terrains rencontrés étant relativement plats et ne nécessitent que peu de modifications de la voirie existante. Le nouveau triage est ouvert à la fin de l'année 1929 et les activités sont peu à peu transférées au cours de l'année 1930.
Le triage est entièrement modernisé en 1964 avec les mises en place de freins de voie, la création de cinq voies de réception latérales, de trois voies d'attente au départ côté Nord et de quatre voies de tiroirs/réception côté Sud. Le poste 2 est équipé d'une table mécanique 1945. La capacité de traitement passe de 1 300 à 1 700 wagons par jour.
Le 28 mai 1989, un PRCI remplace les postes type Saxby 1 et 2. Il est piloté par celui de Clermont-Ferrand depuis 1991. En 1992, les voies principales de Clermont-Ferrand à Gerzat sont banalisées pour faciliter l'accès et la sortie du triage et la circulation des machines. Le 22 mars 1990, une partie du triage est électrifiée en 25 kV 50 Hz, tout comme la ligne principale.
Depuis 2003, la mise en œuvre des différents plans Fret à la SNCF a fortement réduit l'activité du triage.

## Caractéristiques
Le triage comporte un faisceau principal de 32 voies, cinq voies latérales de réception et quatre voies tiroir, située au Sud du faisceau. En outre, un chantier de transport combiné comporte 4 voies en cul-de-sac au Nord du triage.